# Editura unu
editura unu sau Editura "UNU" a fost o editură din București condusă de Sașa Pană, redactorul-șef al revistei cu același nume, unu. A fost activă între 1929 și finele anilor '40, când majoritatea cărților publicate la această editură aveau, în loc de emblema editurii unu, emblema Editura Orizont sau Colecția Orizont. Colecție pentru muncitori și intelectuali. Inițial, editura publica plachete avangardiste semnate de membrii marcanți ai grupării unu, urmând ca, la mijlocul anilor '40, să publice îndeosebi versuri realist-socialiste ai redactorilor revistei Orizont, conduse tot de Sașa Pană. A fost desființată odată cu impunerea unei edituri unice, de stat, pentru toate cărțile tipărite în țară.